# Megastigmus duclouxiana
Megastigmus duclouxiana är en stekelart som beskrevs av Patrick Roques och Pan 1995. Megastigmus duclouxiana ingår i släktet Megastigmus och familjen gallglanssteklar. Inga underarter finns listade i Catalogue of Life.